# Izba regionalna w Szydłowcu
Izba Regionalna i Ekspozycja Muzealna "Ocalić od Zapomnienia" - mieszcząca się w budynku Zespołu Szkół im. Jana Pawła II w Szydłowcu. Została otwarta 22 II 2001. 
Inicjatorkami powstania izby były nauczycielka historii, mgr S. Lorenc-Hanusz i dyrektorka szkoły, mgr E. Świercz. Ofiarodwcami eksponatów są mieszkańcy Szydłowca i okolic, uczniowie szkoły oraz ich rodziny. W pierwotnej myśli powstała jako miejsce gromadzenia eksponatów dla przyszłego muzeum historii i kultury regionu. Pełni funkcje stałego gabinetu historycznego, wykorzystywanego przez nauczycieli do prowadzenia lekcji muzealnych związanych z edukacją regionalną. Po przejściu pani Hanusz na emeryturę (2009) opiekunem izby jest nauczycielka historii, mgr J. Sochacka.
Obecnie izba składa się z kilku gabinetów o różnej tematyce zbiorów. Ekspozycja obejmuje pamiątki z historii Polski i regionu ("Lata zaborów", "Okres międzywojenny", "II wojna światowa i okupacja niemiecka", "Ruch oporu na ziemi kielecko-radomskiej"), etnografii ("Ocalić od zapomnienia"), historii kultury ("Obywatele Szydłowca", "Szydłowieccy Żydzi", "Szkoła, nauka i oświata", "Skład apteczny", "Czasopiśmiennictwo") oraz europeistyki ("Szydłowiec i Europa").